# 葉壘
葉壘（2011年8月6日—）是台灣少棒選手，目前為臺中市西區忠孝國民小學畢業的棒球選手，目前就讀臺中市立中山國民中學。是其中一名代表中華台北參加2023年U-12世界盃棒球賽的選手，最終獲得很難得的睽違17年的冠軍。

## U12棒球經歷
葉壘原本是要參加2022年的U12組比賽，但是因為人報名滿了，所以他只能參加次年（2023年）的U12棒球比賽，不過他在2023年的U12組比賽，還特意分享「強心臟」秘訣，並且在比賽期間他最愛林岳平，還有該屆棒球世界盃比賽全明星隊，他和邱亞恩同時入選，他和邱亞恩還有聯手壓制，他們隊完封多明尼加隊。

## 參加萬士益冷氣盃青少棒比賽
他在2025年4月20日參加萬士益冷氣盃青少棒的棒球冠軍比賽，但是葉壘的狀態未達到最佳成績，所以想在飆135公里。

## 國小硬聯比賽
他在112學年度參加臺中市西區忠孝國民小學的硬式組比賽時，葉壘以70球的成績完投，他們學校間隔5年返回前8強。

## 基本資料
- 投打習慣：右投右打
- 守備位置：投手、內野手
- 出生地點：臺中市

## 經歷
- 臺中市西區忠孝國民小學
- 臺中市立中山國民中學